# BMX aux Jeux olympiques d'été de 2016
Navigation
Londres 2012 Tokyo 2020
Les épreuves de BMX des Jeux olympiques d'été de 2016 se déroulent du 17 au 19 août 2016 sur la piste de BMX à Rio de Janeiro.

## Site de la compétition
Testée en octobre 2015 à l'occasion d'une épreuve-test, la piste olympique de BMX de Rio de Janeiro inquiète par son manque de sécurité. C'est la première fois que le Comité d'organisation se voit obligé de suspendre un événement-test. Les cyclistes engagés se plaignent des angles de certaines pentes, source d'accident. Les modifications sont effectuées en urgence pour que l'épreuve ait lieu le lendemain. La piste hommes n'étant pas terminés, tous les athlètes s'essaient au circuit féminin.

## Calendrier des épreuves
| Calendrier des épreuves cyclistes | Calendrier des épreuves cyclistes | Calendrier des épreuves cyclistes | Calendrier des épreuves cyclistes | Calendrier des épreuves cyclistes | Calendrier des épreuves cyclistes | Calendrier des épreuves cyclistes | Calendrier des épreuves cyclistes | Calendrier des épreuves cyclistes | Calendrier des épreuves cyclistes | Calendrier des épreuves cyclistes | Calendrier des épreuves cyclistes | Calendrier des épreuves cyclistes | Calendrier des épreuves cyclistes | Calendrier des épreuves cyclistes | Calendrier des épreuves cyclistes | Calendrier des épreuves cyclistes | Calendrier des épreuves cyclistes | Calendrier des épreuves cyclistes |
| Août 2016                         | Août 2016                         | 5                                 | 6                                 | 7                                 | 8                                 | 9                                 | 10                                | 11                                | 12                                | 13                                | 14                                | 15                                | 16                                | 17                                | 18                                | 19                                | 20                                | 21                                |
| --------------------------------- | --------------------------------- | --------------------------------- | --------------------------------- | --------------------------------- | --------------------------------- | --------------------------------- | --------------------------------- | --------------------------------- | --------------------------------- | --------------------------------- | --------------------------------- | --------------------------------- | --------------------------------- | --------------------------------- | --------------------------------- | --------------------------------- | --------------------------------- | --------------------------------- |
| BMX                               | Pictogramme BMX                   |                                   |                                   |                                   |                                   |                                   |                                   |                                   |                                   |                                   |                                   |                                   |                                   |                                   |                                   | 2                                 |                                   |                                   |

|  | Jour de compétition |  | Jour de finale | 4 | Nombre de finales |

## Résultats
Dans le tournoi féminin de BMX, la Colombienne Mariana Pajon conserve son titre olympique obtenu quatre ans auparavant à Londres. Elle est accompagnée sur le podium par l'Américaine Alise Post et la Vénézuélienne Stefany Hernandez. Présente en finale, la Française Manon Valentino chute lourdement et est évacuée sur une civière.
Dans le tournoi masculin, l'Américain Connor Fields détrône le favori australien Sam Willoughby, ce dernier ayant survolé les manches qualificatives,. Le Néerlandais Jelle Van Gorkom et l'Américain Nicholas Long complètent le podium.

## Tableau des médailles
| Rang  | Nation     | Or | Argent | Bronze | Total |
| ----- | ---------- | -- | ------ | ------ | ----- |
| 1     | États-Unis | 1  | 1      | 0      | 2     |
| 2     | Colombie   | 1  | 0      | 1      | 2     |
| 3     | Pays-Bas   | 0  | 1      | 0      | 1     |
| 4     | Venezuela  | 0  | 0      | 1      | 1     |
| Total | Total      | 2  | 2      | 2      | 6     |